# Slice (Ballsport)

Schematische Darstellung eines (hohen) Slice

Der Slice, auch Unterschnitt genannt, ist die Bezeichnung einer Schlagart im Tennis und Tischtennis, bei welcher der Ball mit Rückwärtsdrall gespielt wird. Beim Tennis und Tischtennis wird diese Schlagvariante sowohl mit Rückhand als auch Vorhand eingesetzt.

## Schlagtechnik
Beim Slice wird der Ball mit dem Schläger in einer Abwärtsbewegung von hinten-oben nach vorne-unten gestreift. Die an der Ballunterseite, relativ zur Balloberseite, langsamer vorbei strömende Luft (die von der Balloberfläche mitgerissenen Luftpartikel bewegen sich entgegengesetzt zur Flugrichtung, weshalb die Luft abgebremst wird) und die Verwirbelung bewirken aufgrund des Magnus-Effekts einen Überdruck und somit Auftrieb. Dies führt zu einer flacheren, gestreckten Flugbahn gegenüber dem Ball ohne Rotation. Beim Tennis wird der Ball möglichst am höchsten Punkt genommen. Beim Tennis sollte der Rückhandslice mit im Treffpunkt durchgestreckten Schlagarm gespielt werden und die Schlägerfläche im rechten Winkel zum Boden, bis leicht geöffnet sein. Eine Oberkörperrotation sollte kaum stattfinden. Der Spieler sollte möglichst seitlich zum Ball stehen; die Schulter des Schlagarmes zeigt zum Netz.
Beim Chip wird die Bewegung, im Gegensatz zum normalen Slice, früh nach dem Treffpunkt beendet, da der Spieler sich in der Regel bei Schlagausführung bereits in der Vorwärtsbewegung befindet. Häufig kann der Slice nur mit relativ geringen Geschwindigkeiten gespielt werden, da er sonst über die Grundlinie hinaus fliegen würde. Nach dem Aufprall springt der Ball – wegen der gestreckten Flugbahn und weil er durch seine Rotation gebremst wird – sehr flach ab. 
Beim Tischtennis wird der Slice, der dort Unterschnittball heißt, von Defensivspielern häufig weit hinter dem Tisch und weit unter der Höhe des Tischs gespielt. Der Abstand zum Tisch kann bei Unterschnittverteidigung mehrere Meter betragen. Die gegenteilige Technik Topspin wird von offensiven und defensiven Spielern (Ballonabwehr) gleichermaßen eingesetzt.

## Taktische Anwendung
Diese Schlagtechnik wird beim Tennis wahlweise als Angriffsball, Stoppball oder Defensivball eingesetzt. Oft verleiht der Spieler dem Ball einen zusätzlichen Seitwärtsdrall (Sidespin), was dazu führt, dass der Ball nach dem Auftreffen seitlich wegspringt. Beim Angriff dient diese Schlagtechnik zur genauen Platzierung und gibt dem Spieler Zeit, wegen des langsamen Ballflugs dichter an das Netz vorzurücken. Auch in der Defensive dient der Slice dem Zeitgewinn, um einem Spieler, der aus der Platzmitte gedrängt wurde, wieder zu ermöglichen, eine vorteilhaftere Platzposition einzunehmen. Als Stoppball geschlagen, verleihen Spieler mit höherem Leistungsvermögen dem Ball beim Stopp einen besonders starken Rückwärtsdrall, so dass der Ball unter Umständen sogar entgegen der Bewegungsrichtung zurückspringt.